# Walery Wroblewski
Walery Antoni Wroblewski (Żołudek, 27 dicembre 1836 – Ouarville, 5 agosto 1908) è stato un militare bielorusso.
Fu una personalità della Comune dei Parigi.

## Biografia
Nato in una famiglia della piccola nobiltà polacca, studiò a San Pietroburgo e partecipò alla rivolta polacca del 1863, durante la quale fu ferito e nel 1864 dovette rifugiarsi in Francia. A Parigi lavorò come tipografo e fece parte della direzione dell'Unione dei democratici polacchi.
Nel 1870, durante l'assedio di Parigi, propose inutilmente al governo di difesa nazionale la formazione di una legione polacca. Con l'instaurazione della Comune, nel 1871, fu nominato comandante delle fortificazioni di Ivry e Arcueil e durante la Settimana di sangue cercò di difendere la Butte-aux-Cailles e il quartiere della Bastiglia. Negli ultimi giorni di resistenza alle forze di Versailles, rifiutò la nomina di comandante in capo delle forze federate e si batté sulle barricate some semplice soldato.
Rifugiatosi a Londra, entrò nel Consiglio generale della Prima Internazionale e rientrò in Francia con l'amnistia del 1880. È sepolto nel cimitero di Père-Lachaise, accanto al Muro dei Federati.
Wroblewsky appartenne alla Massoneria.